# Итальянские каникулы (фильм)
Итальянские каникулы (итал. Odio l'estate) — итальянский художественный фильм 2020 года, поставленный режиссёром Массимо Венье.

## Сюжет
Альдо Баглио, Джованни Сторти и Джакомо Поретти — три отца семейств, живущих в Милане, каждый со своими повседневными проблемами и скелетами в шкафу: Альдо, по всей видимости, бездельник, всегда сидящий дома из-за болезни, у него трое детей (старший, Сальво, был недавно судим судом по делам несовершеннолетних за кражу мопеда), собака по кличке Брайан и он женат на Кармен, которая настолько влюблена в него, что не замечает его недостатков; Джованни женат на Паоле и имеет дочь Алессию, обе они измучены его преувеличенно суетливым, критичным и скучным характером, и он является владельцем «Storti & Sons», магазина обувных аксессуаров, унаследованного от его семьи, который решили закрыть из-за отсутствия клиентов, причем без ведома семьи; С другой стороны, Джакомо — респектабельный стоматолог, женатый на Барбаре и имеющий пасынка Людовико, сына Барбары и её предыдущего партнера, который, не подозревая ни о чём, только что вышел из длительной судебной тяжбы с г-ном Пирола, пациентом, которому он непреднамеренно нанес серьёзный необратимый ущерб во время операции на альвеолярном нерве.

## Выпуск
Фильм, дистрибьютором которого является Medusa Film, вышел на экраны итальянских кинотеатров 30 января 2020 года.